# アレハンドロ・バルベルデ
アレハンドロ・バルベルデ・ベルモンテ（Alejandro Valverde Belmonte 1980年4月25日- ）は、スペイン・ムルシア出身の自転車競技（ロードレース）選手。

## 経歴

### 2005年まで
アマチュア時代はスペインの名門プロチーム・ケルメ（en:Kelme (cycling team)）のアマチームに属し、プロ入り後もしばらくケルメに籍を置いたが、2005年から始まるUCIプロツアーにケルメが出場できないことから、ケス・デパーニュに移籍。
2003年はブエルタ・ア・エスパーニャ総合3位と複合賞獲得、世界自転車選手権・個人ロード2位と活躍。2004年はブエルタで総合4位に入る。
ケスに移籍した2005年はツール・ド・フランスでは第10ステージでランス・アームストロングを競り落として区間優勝するなど途中まで奮闘したが、膝の故障のため第13ステージで棄権。一方、同年の世界選手権・個人ロードでは、怪我のため欠場となった同種目3回優勝の実績者・オスカル・フレイレの代役としてスペインのリーダーを務め、トム・ボーネンに続く2位に入った。

### 2006年
4月19日のフレッシュ・ワロンヌを制すると、その4日後の4月23日に行われたリエージュ〜バストーニュ〜リエージュも制した。そしてこの時点でUCIプロツアー総合1位の座をトム・ボーネンから奪い、その後はついに1位の座を他選手に譲ることなく、2回目となる同制度の優勝者となった。またこの年のブエルタ・ア・エスパーニャでは、総合優勝を果たすことになるアレクサンドル・ヴィノクロフと熾烈な総合優勝争いを演じ総合2位。この他、世界選手権個人ロード3位、ツール・ド・ロマンディで区間1勝とポイント賞を獲得。

### 2007年
フレッシュ・ワロンヌ、リエージュ〜バストーニュ〜リエージュでともに2位に入り、クリテリウム・アンテルナシオナルでは総合3位、ツール・ド・フランスでは一時総合2位につけた（最終的には総合6位）。しかし、同年8月29日、オペラシオン・プエルトに関与している疑いが持たれ、国際自転車競技連合より、同年の世界選出場禁止処分を受けたことからシーズン終盤を棒に振る形となった。同年のUCIプロツアーでは総合第4位。

### 2008年
3月に開催されたブエルタ・ア・ムルシアで総合2連覇を達成。アムステルゴールドレースでは3位。そして4月27日に行われたリエージュ〜バストーニュ〜リエージュでは、ダビデ・レベリン、フランク・シュレクとの競り合いを制し、2度目の同レース優勝を果たした。
ドーフィネ・リベレでは、第1ステージ及び個人タイムトライアルの第3ステージを制覇。第3ステージ終了後より総合首位に立ち、カデル・エヴァンス、リーヴァイ・ライプハイマーらの追撃を退け総合優勝。さらに、6月29日に行われた国内選手権個人ロードも制し、初のスペインチャンピオンに輝いた。
最高潮の調子で迎えたツール・ド・フランスでは、優勝候補に挙げられ（イギリスのブックメーカーによると、カデル・エヴァンスに次ぐ2番人気に推された。）、その期待に応えるかのごとく、第1ステージを制して自身初のマイヨ・ジョーヌを奪取した。しかし、第4ステージに組まれた、苦手とする個人タイムトライアルで遅れを取り（区間23位）、続く第5ステージで落車。さらにツールマレー峠を挟む第10ステージでは先頭集団から脱落したことから、この時点（総合14位。総合首位のエヴァンスとのタイム差は4分41秒）で、「今後は区間優勝狙いに切り替える」という、「敗北宣言」を行った。その後、アルプスのステージでは先頭集団に食らいつく走りを見せたものの、結局総合9位に終わった。
ツールの全日程終了6日後のレースとなったクラシカ・サンセバスティアンでは、11名のスプリント争いを制して優勝。UCIプロツアー・個人ランキングでも首位に躍り出て、そのまま首位の座を守りきって2度目の総合優勝を果たした。また、ブエルタ・ア・エスパーニャでは第12ステージでの凡ミスが響いて総合5位（区間1勝）。

### 2009年

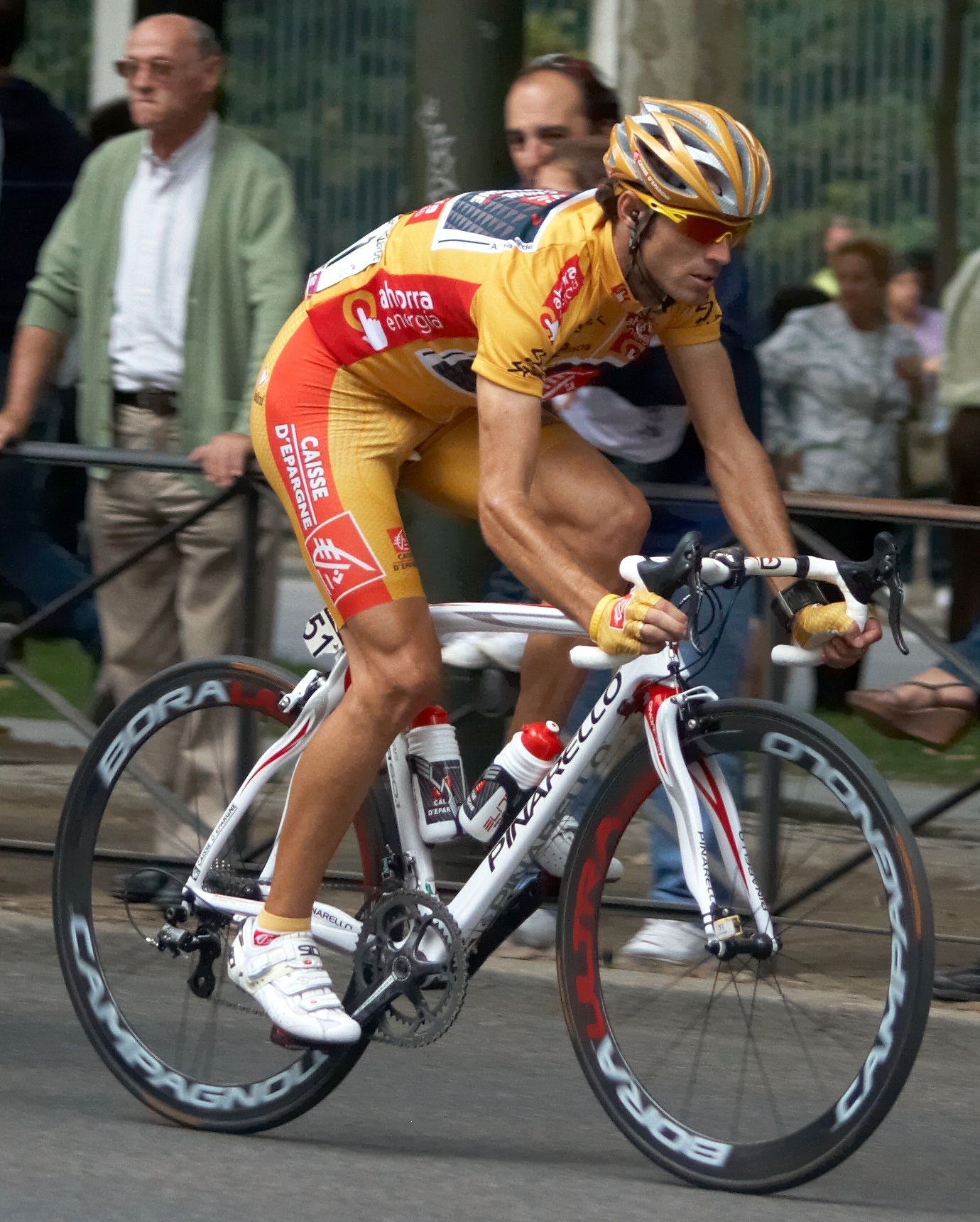
マイヨ・オロを着るバルベルデ

ドーピングにかかる処分を受けた直後に出場したカタルーニャ一周において総合優勝。ドーフィネ・リベレでは、カデル・エヴァンス、アルベルト・コンタドールらを抑えて、総合2連覇を達成した。その後、後述の通り、ツール・ド・フランスには参加できなくなったため、ブエルタ・ア・エスパーニャに照準を絞ることになった。その前哨戦ともいうべき、8月上旬に行われたブエルタ・ア・ブルゴスで総合優勝を果たし、好調ムードのまま本番を迎えた。
本格的な最初の山岳コースとなった第8ステージにおいて、カデル・エヴァンスに次いで2秒差の総合2位につけ、翌日行われた第9ステージではボーナスタイムを利してエヴァンスから総合首位を奪取。区間優勝は一度も経験できなかったが、その後も総合首位を堅持し、初のブエルタ及びグランツール制覇を果たした。

### 2010年
後述（#ドーピング問題）のように、5月31日にスポーツ仲裁裁判所(CAS)が2010年1月1日から2012年1月1日までの2年間、バルベルデを出場停止処分とする裁定を下したため、出場停止期間に該当する2月のツール・メディテラネアン総合優勝、3月のパリ〜ニース総合2位、4月のGP・ミゲル・インドゥライン2位、バスク一周総合2位、同月25日に行われたリエージュ〜バストーニュ〜リエージュ3位、4月27日開幕のツール・ド・ロマンディ総合優勝など、2010年の記録はすべて無効として剥奪された。

### 2012年
出場停止期間が明けたことに伴い、モビスター・チーム(前所属のケス・デパーニュの後継チーム)と契約してレース活動を再開した。
- 復帰初戦となったツアー・ダウンアンダーでは、難関山岳ウィランガヒルへの頂上フィニッシュとなった第5ステージでサイモン・ゲランズを僅差で破りステージ優勝[6]。総合でも優勝したゲランズと同タイムの総合2位に入った[7]。
- ブエルタ・ア・アンダルシア 総合優勝、区間1勝（第2)[8][9]
- パリ〜ニース 総合3位、区間1勝（第3）
- ツール・ド・スイス 総合9位

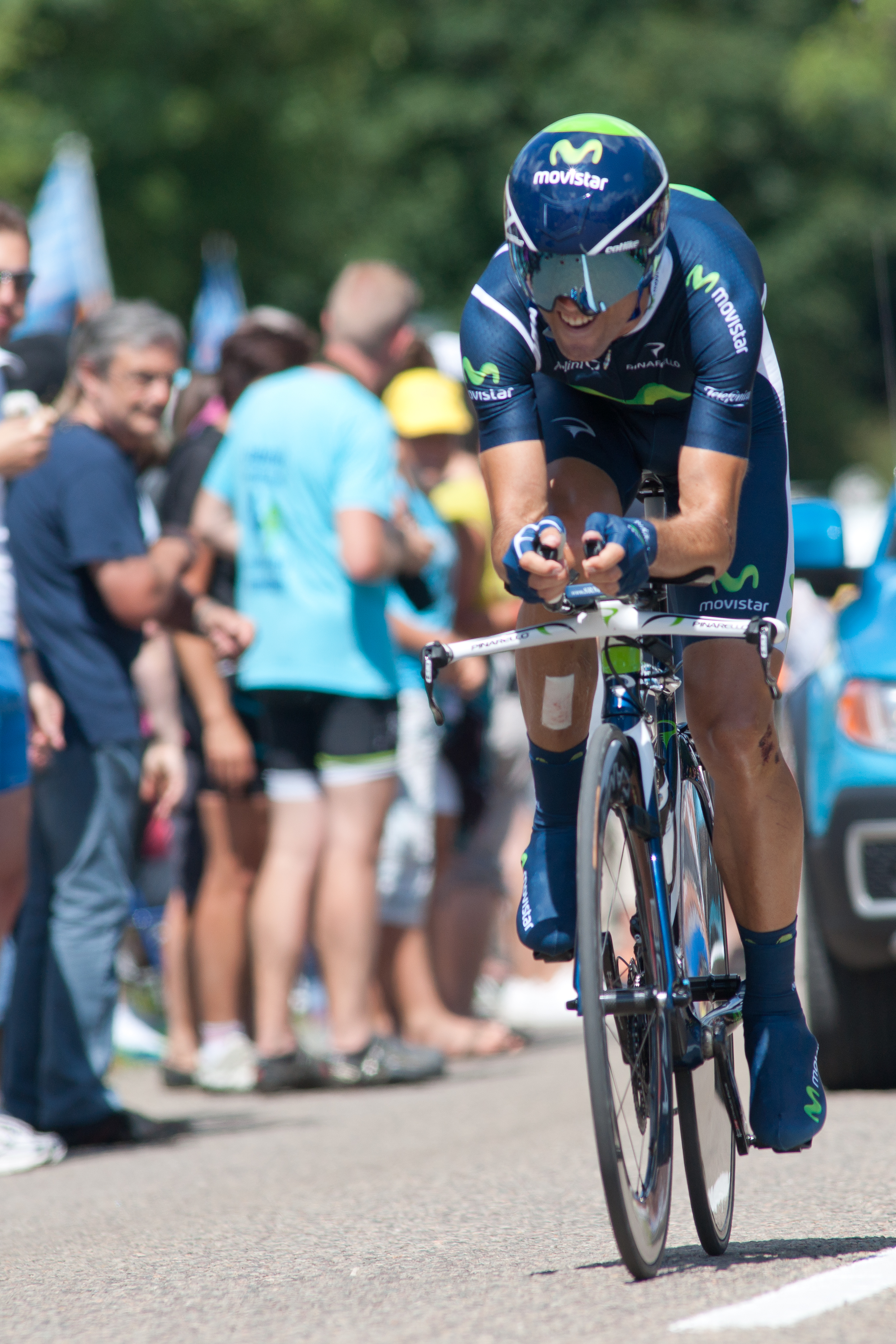
ツール・ド・フランス2012にて

- ツール・ド・フランスでは総合優勝を狙って乗り込んだものの、チーム・スカイのブラッドリー・ウィギンスとクリス・フルーム、リクイガス・キャノンデールのヴィンチェンツォ・ニバリらに苦戦し、落車の影響もあり総合20位と目標としていた総合優勝からは程遠い結果となったが、第17ステージでは逃げ切りステージ優勝を果たした。
- ロンドン五輪・個人ロード 18位
- ブエルタ・ア・エスパーニャでは、出場停止処分明けのアルベルト・コンタドールや、ジロ・デ・イタリアでは最終日に逆転負けを喫しリベンジに燃えるホアキン・ロドリゲス、今年のツールで総合2位となったフルームたちがライバルとなった。第3ステージでのマッチスプリントでロドリゲスを下してステージ優勝。マイヨ・ロホも獲得。第8ステージでも先行するコンタドールをロドリゲスとともに追走し吸収、直後のスプリントを制し優勝。ここまでは好調だったがブエルタ後半の激坂ではロドリゲスとコンタドールに遅れてしまう場面も多く見られた。しかし、第17ステージでコンタドールがロドリゲスを大きく引き離して圧勝。バルベルデは僅差にまとめたため、ここでバルベルデのライバルはフルームとなる。しかしフルームは疲労のためか連日後退。総合2位を確定させたのち、最終日でロドリゲスがトップに立っていたポイント賞と複合賞の両部門を逆転し、総合優勝には届かなかったがツールの雪辱を果たすことに成功した。
  -  総合首位 - 第3
- ロードレース世界選手権・個人ロードレースでは、最後の坂でアタックしたフィリップ・ジルベールの独走を許してしまい3位。
- UCIワールドツアー 総合5位

### 2013年
- トロフェオ・セラ・デ・トラムンタナ 優勝

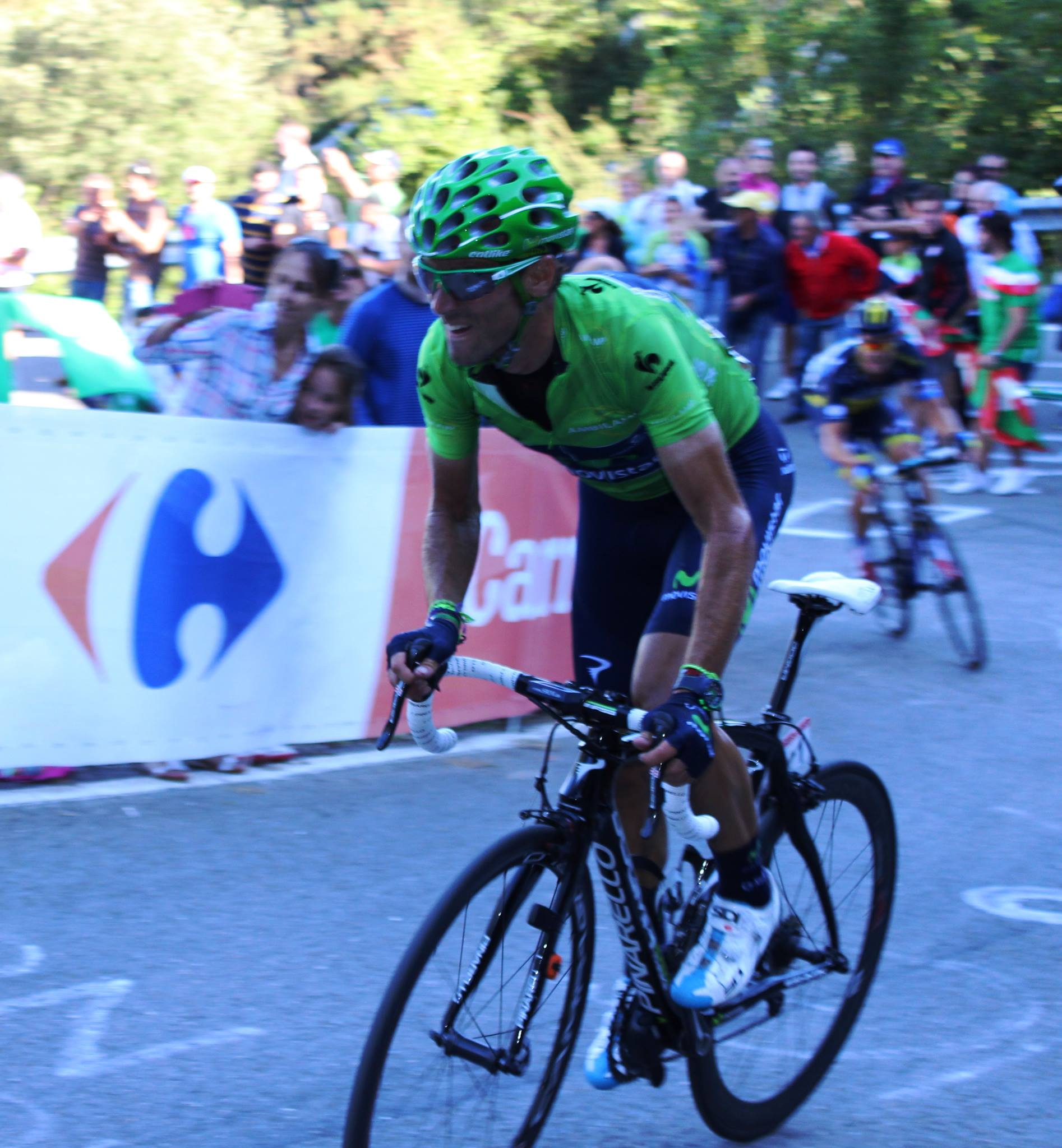
ブエルタ・ア・エスパーニャ2013にて

- ブエルタ・ア・アンダルシア 総合優勝、区間2勝（プロローグ、第3）[10]
- アムステルゴールドレース 2位
- フレッシュ・ワロンヌ 7位
- リエージュ〜バストーニュ〜リエージュ 3位
- ツール・ド・ロマンディ 総合9位
- クリテリウム・デュ・ドフィネ 総合7位
- ツール・ド・フランスでは第13ステージでパンクに襲われる。追い打ちをかけるようにサクソ・ティンコフが仕掛けた横風分断作戦によりかなりのタイムを失い、総合優勝を諦めざるを得なかった。しかし、チームメートのナイロ・キンタナは横風分断作戦に嵌っていなかったため、キンタナのアシストに回り、見事にキンタナの総合2位と新人賞、山岳賞獲得に貢献した。
- 続くブエルタ・ア・エスパーニャでは異例の強さを見せる41歳クリストファー・ホーナーと今年のジロ・デ・イタリアで総合優勝したニバリの二強の争いに絡めなかったものの、バルベルデの長所であるスプリント力を発揮し総合3位とポイント賞を獲得した。

### 2014年

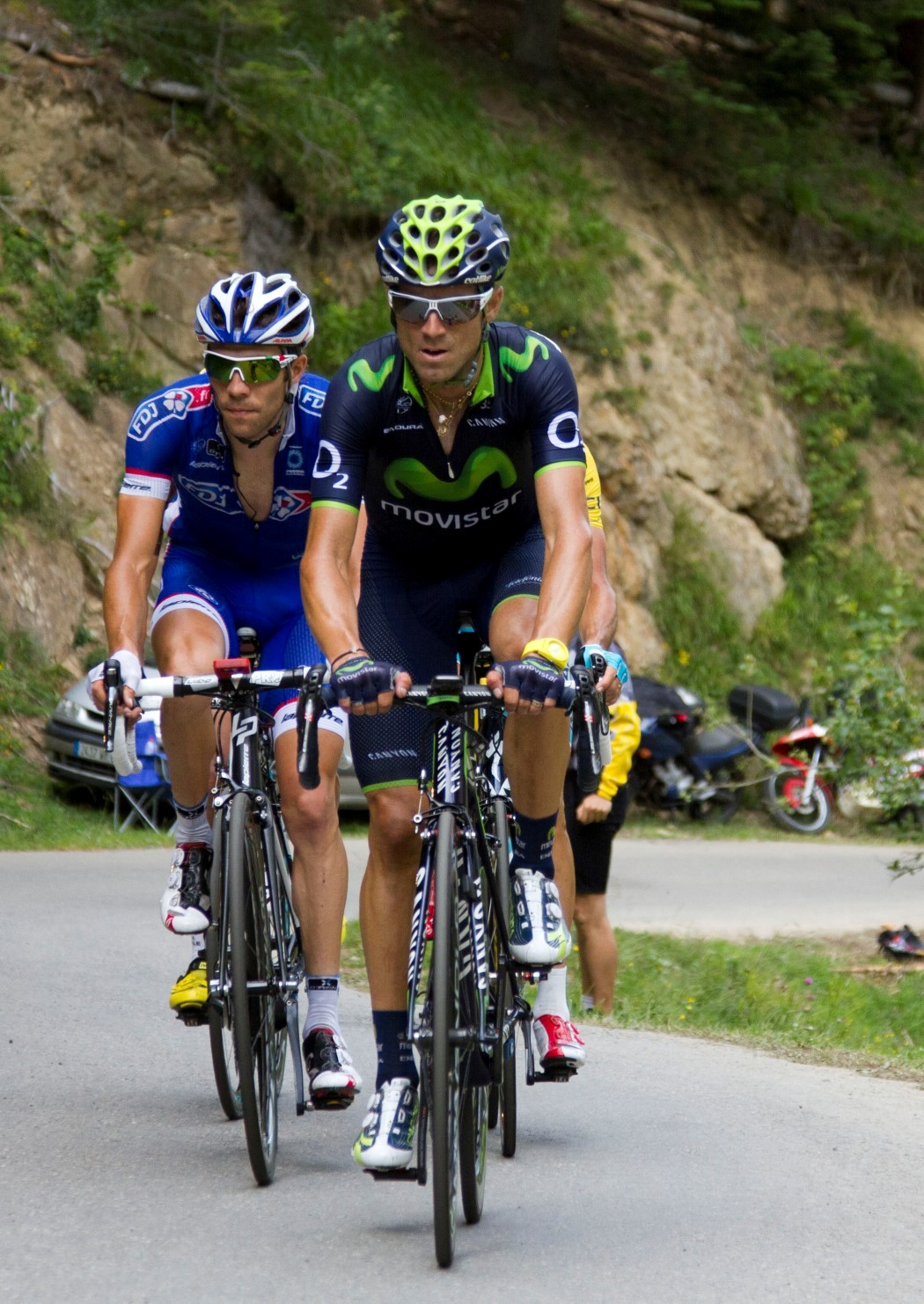
ツール・ド・フランス2014にて

- ブエルタ・ア・アンダルシア 総合優勝、区間3勝（プロローグ、第1、2）[11][12][13][14]
- フレッシュ・ワロンヌで2度目の優勝を果たす[15]。
- リエージュ〜バストーニュ〜リエージュでは、記念すべき第100回大会の優勝を狙ったが、ラストのスプリントでゲランズに及ばず2位となった[16]。
- スペイン国内選手権  個人タイムトライアル 優勝
- ツール・ド・フランスでは昨年総合2位と大躍進を遂げたキンタナは欠場したため、単独エースとして出場。ニバリの圧倒的な力にバルベルデ以外の選手も屈していたなか、一時総合2位をキープしていた。しかし第18ステージでトゥルマレ峠の下りでの無茶なアタックを決行、体力を浪費し続くオタカム峠で失速、総合4位へ転落する。第20ステージの個人タイムトライアルでも逆転できず、総合4位となった。
- クラシカ・サンセバスティアン 優勝[17]
- ブエルタ・ア・エスパーニャでは、コンタドールとフルームに割り込んで優勝争いを演じ、総合3位となる。
- UCIワールドツアー 総合優勝

### 2015年

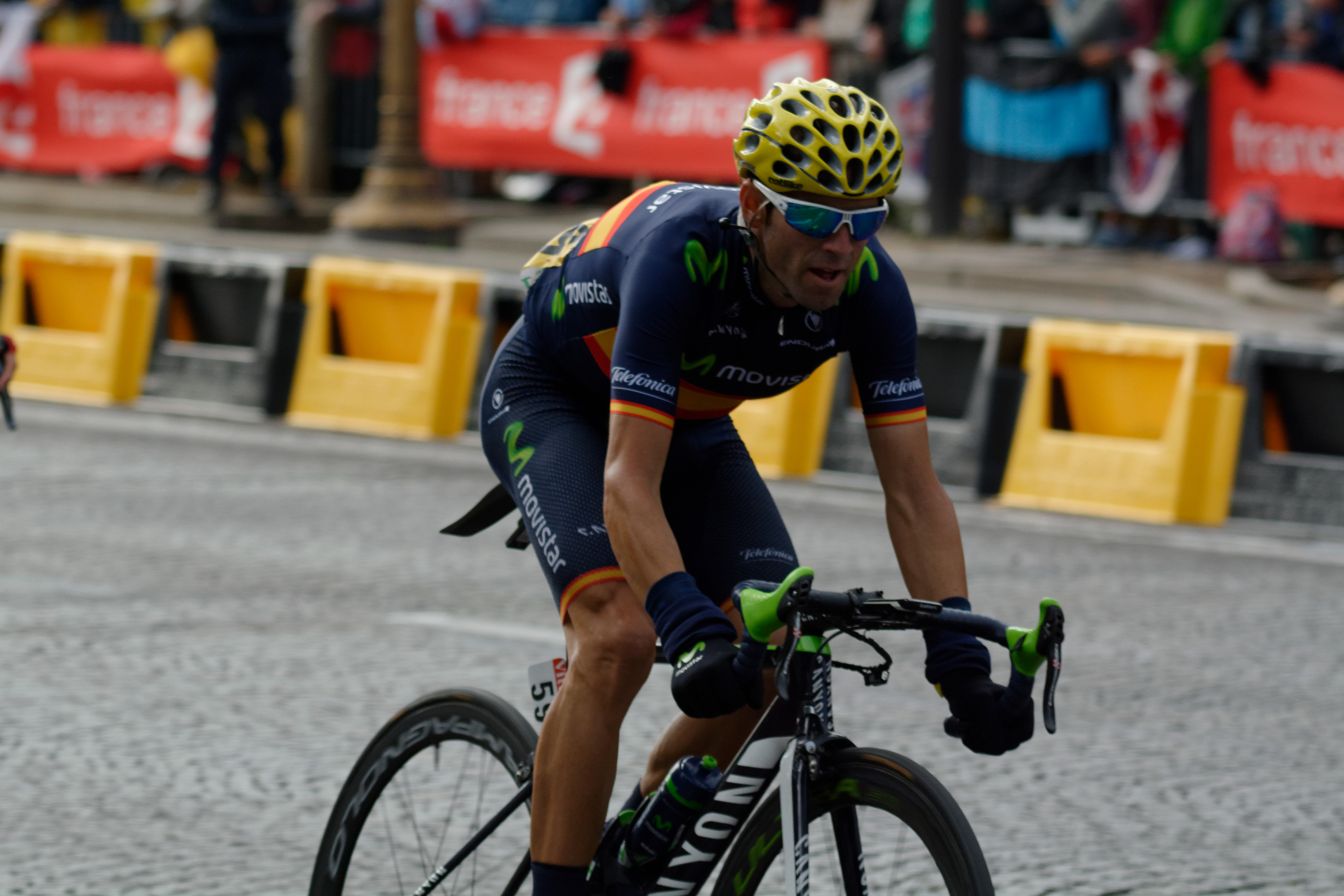
ツール・ド・フランス2015にて

- カタルーニャ一周 総合2位、区間3勝（第2、5、7）[18][19][20]
- フレッシュ・ワロンヌでは若手のジュリアン・アラフィリップの追撃をかわし2連覇を飾る。
- リエージュ〜バストーニュ〜リエージュ 優勝
- スペイン国内選手権  個人ロードレース 優勝
- ツール・ド・フランスではキンタナのアシストとして出場。第2ステージでティンコフ・サクソが仕掛けた横風分断作戦にまたも嵌ってしまい、しかも今度はキンタナも巻き込まれてしまう。第10ステージでもフルームの独走を許してしまい、この時点で総合3位につけていたキンタナでさえ3分の差をつけられており、ライバルのニバリはトップ10圏外という結果となっていた。しかし第19,20ステージとキンタナは大きくタイムを盛り返し、バルベルデ自身も第20ステージでフルームと同タイムでフィニッシュ。さらに遅れていたニバリとコンタドールに決定的な差をつけ、総合3位となり初のツール総合表彰台に登壇した。
- ブエルタ・ア・エスパーニャ
  - 総合7位
  -  ポイント賞
  - 区間1勝（第4）

### 2016年
- ブエルタ・ア・アンダルシア 総合優勝

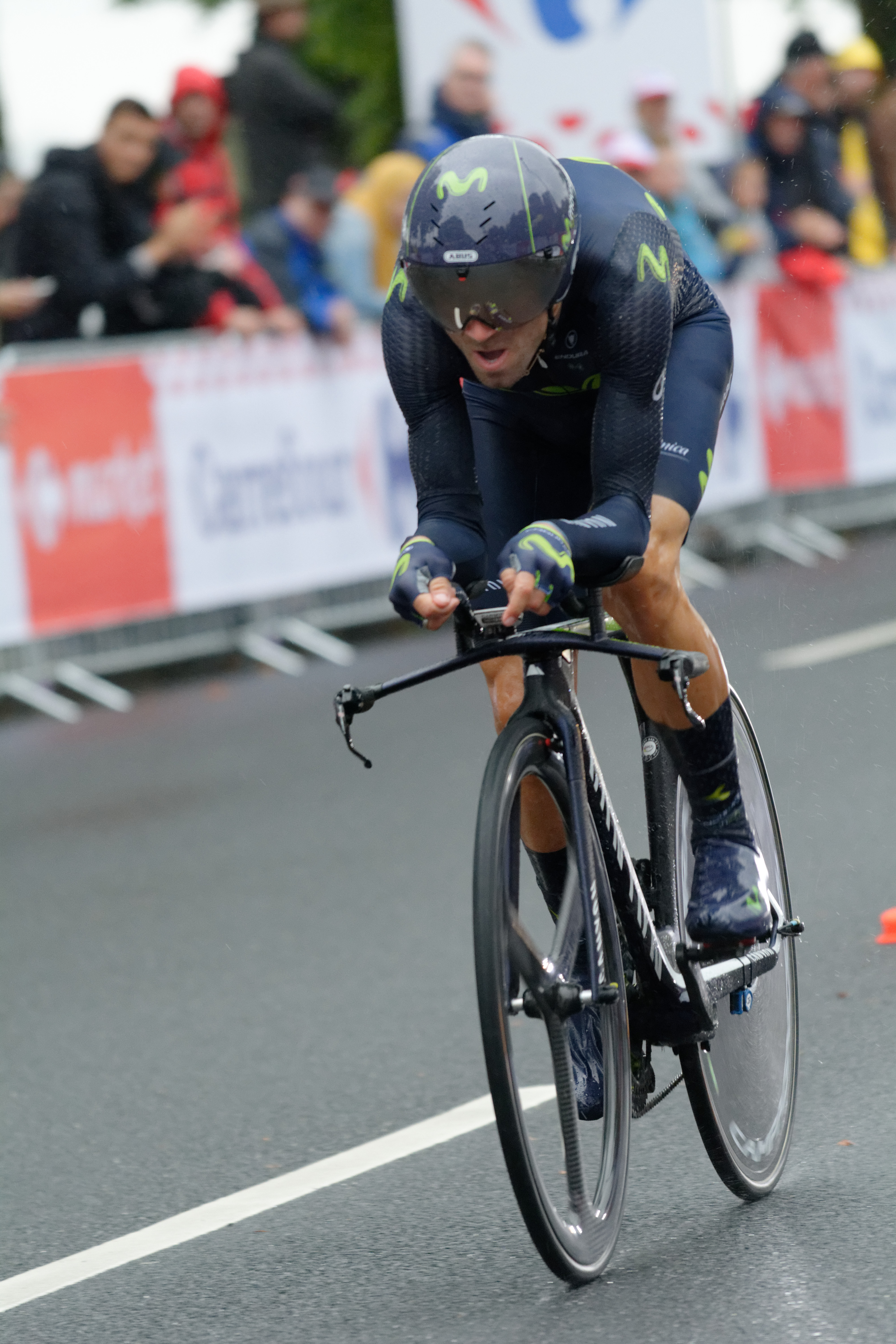
ツール・ド・フランス2017にて

- フレッシュ・ワロンヌでは3連覇、史上最多4回目の優勝を達成
- ジロ・デ・イタリアに初出場。第16ステージでマリア・ローザを着るステーフェン・クラウスヴァイクとの一騎打ちを制し優勝、総合でも3位に入り、全てのグランツールの表彰台に登壇した。
- ツール・ド・フランスではエースのキンタナの総合3位をアシストしつつ、総合6位。
- ブエルタ・ア・エスパーニャにも出場。キンタナの総合優勝に貢献し、自身も総合12位で完走する。一年間で全てのグランツールに出場し、全てで総合トップ15以内を獲るという異例の走りを披露した。

### 2017年
- ブエルタ・ア・ムルシア　優勝
- ブエルタ・ア・アンダルシア　総合優勝、ポイント賞（第1ステージ優勝）
- ボルタ・シクリスタ・ア・カタルーニャ　総合優勝、山岳賞（第3、5、7ステージ優勝）
- ブエルタ・アル・パイス・バスコ　総合優勝、ポイント賞(第5ステージ優勝)
- フレッシュ・ワロンヌでは前人未到の4連覇を達成し、通算5回目の優勝を飾る。
- リエージュ〜バストーニュ〜リエージュでも優勝し、2006年以来3度目のフレッシュ・ワロンヌとリエージュ〜バストーニュ〜リエージュの同一年制覇を達成。
- ツール・ド・フランスでは、初日の個人タイムトライアルで雨に濡れた路面で転倒し、無念のリタイア。

### 2018年

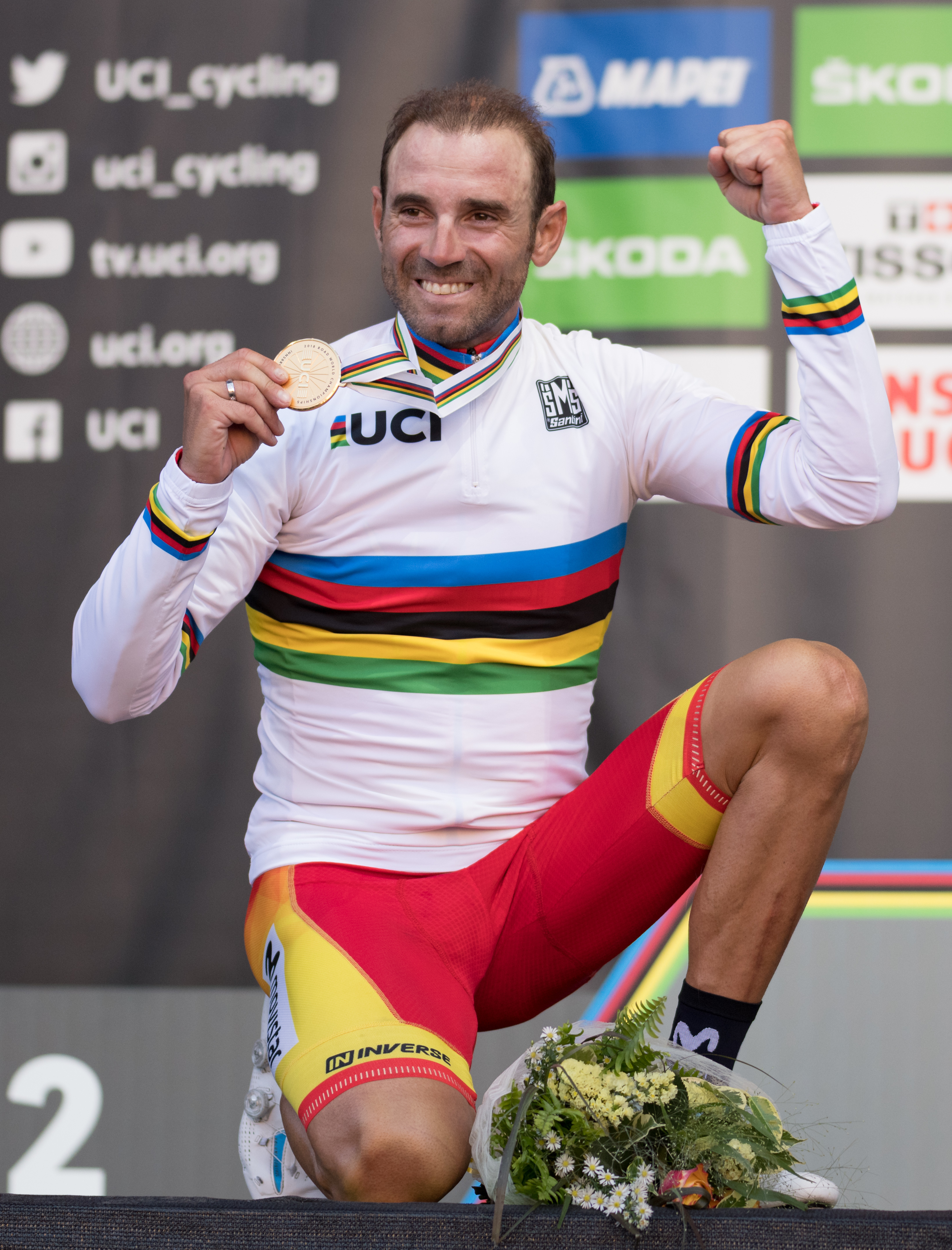
世界選手権自転車競技大会2018にて

前年の骨折の影響を全く感じさせない走りでアブダビ・ツアーやボルタ・シクリスタ・ア・カタルーニャなどで総合優勝を果たす。アルデンヌ・クラシック3連戦でも優勝候補の筆頭に名を挙げられたが、5連覇を目指したフレッシュ・ワロンヌでは他チームからの厳しいマークに遭いジュリアン・アラフィリップに敗れ2位、リエージュ〜バストーニュ〜リエージュでもボブ・ユンゲルスの独走を許してしまい、優勝はならなかった。
ツール・ド・フランスではナイロ・キンタナとミケル・ランダとともに異例のトリプルエース制で臨み、第11ステージで敢闘賞を獲得。最終的にランダが総合7位、キンタナが総合10位でフィニッシュ、自身も14位で完走しチーム総合トップとなりパリの表彰台に登壇した。
ブエルタ・ア・エスパーニャでは第2ステージでミカル・クヴィアトコウスキーをマッチスプリントで破りブエルタ区間通算10勝目をあげた。また、第8ステージでもペーター・サガンやダニー・ファン・ポッペルらを破り優勝し、総合成績でも2位につけていたが第20ステージで大失速、一気に3分ものタイムを失い総合5位に転落した。
世界選手権ではロマン・バルデ、マイケル・ウッズ、トム・デュムランをスプリントで破って念願の個人ロードレース優勝を果たし、マイヨ・アルカンシェルに袖を通した。

### 2019年
- スペイン国内選手権  個人ロードレースでルイス・レオン・サンチェスに競り勝ち、4年ぶりにスペインチャンピオンの座を獲得。

- ツール・ド・フランスでは前年に引き続きナイロ・キンタナ、ミケル・ランダと共にトリプルエース体制で臨み、ランダ総合6位、キンタナ総合8位に続く総合9位でフィニッシュ。チーム総合を手に入れた。

- ブエルタ・ア・エスパーニャでは第7ステージで優勝。ステージを通じて安定した成績を残し、総合2位でマドリードの表彰台に登った。また、チームメイトのキンタナが総合4位、マルク・ソレル総合9位の結果を残し、チーム総合も獲得した。

### 2020年
成績が振るわず、最高順位はボルタ・ア・ラ・コムニタ・バレンシアナの第2ステージとチャレンジ・シクリスタ・マヨルカの1レースである「トロフェオ・セラ・デ・トラムンタナ」での2位だった。ステージレースの総合優勝も無く(最高順位はボルタ・ア・ラ・コムニタ・バレンシアナとブエルタ・ア・エスパーニャの総合10位) 、成績を剥奪された2010・2011年シーズンを除くとプロ1年目の2002年シーズン以来の、そして前身を含めた現チームに所属してからは初の年間0勝に終わった。

## ドーピング問題
2006年に発生したオペラシオン・プエルトに関連して、2007年3月8日、バルベルデがイヴァン・バッソとともに、エリスロポエチン(EPO)使用の疑いがあるとする内部文書がマドリード裁判所に提出されたことに関連して、国際自転車競技連合(UCI)は、同年の世界自転車選手権への出場禁止処分を下した。これに対してバルベルデは、UCIの処分は不当だとしてCASに提訴したものの却下されてしまう。しかしながら、バルベルデを出場停止処分とする確固たる証拠がないことから、2008年シーズンについてはレース出場が認められてきた。
しかし2009年に入り、イタリアオリンピック委員会(CONI)が、イタリア領域を通過した2008年のツール・ド・フランス第15ステージにおけるDNAサンプルを求めたことから、バルベルデのドーピング問題が再燃。さらにCONIは4月1日、バルベルデから採取した血液サンプルが、オペラシオン・プエルトにおける容疑者の血液バックから発見されたDNAの1つについて一致したことを理由に、イタリア国内におけるレースについて、2年間の出場停止処分を促した。
これを受けて同年5月11日、ローマ・アンチドーピング裁判所は、バルベルデにイタリア国内で行なわれる全レースを対象に、2年間の出場停止処分を下した。これにより、同年のツール・ド・フランスでは、第16ステージにおいてイタリア領域に入ることから、参加することができなかった。
2010年5月31日、スポーツ仲裁裁判所(CAS)は、2010年1月1日から2012年1月1日までの2年間、バルベルデを出場停止処分とする裁定を下した。また、会長のパット・マッケイドがこの裁定を支持する意向を示した国際自転車競技連合(UCI)は、裁定に基づき、2010年シーズンに獲得したバルベルデのUCIワールドランキングポイント他、同年シーズンにおける全成績を抹消することに踏み切ったが、2009年以前の記録剥奪に関してはCASが却下したため、2009年のブエルタ・ア・エスパーニャの総合優勝等、2009年までの実績は剥奪されない。

## 特徴
オールラウンダーの中では比較的スプリントに強く、上りが絡んだ時の単独スプリント力であれば、本職のスプリンター並みの実力を示す。そのためアルデンヌ・クラシックや1週間程度のステージレースで数多く勝利をあげており、総合優勝を狙っていくオールラウンダーの一人に数えられる。ただグランツールとなると途中でミスを犯し総合戦線から後退してしまうシーンもあり（06ブエルタの山岳での遅れ、08ブエルタでの凡ミス、07と08ツールのTTでの遅れなど）、好不調の波の激しさもあり、TTが余り得意ではないため、オールラウンダーと言うよりはパンチャーに分類した方が自然ではある。そのため周囲からは割と成績と脚質的相性が良いクラシックスペシャリストに転向した方がよいのでは？などとささやかれていた。
栗村修はオールラウンダーでありながらスプリントが出来ることから、バルベルデがこれまでグランツールを取れなかった理由について「何でも出来ちゃうから、色々やって自滅してしまう」と語り、09ブエルタでやっと総合優勝を勝ち取った理由に対し「やりたいことを押さえ、最後を見据えるクレバーな走りに変化した」と解説した。実際この年のブエルタでは2位や3位狙いのスプリントには積極的に参加しボーナスタイムを得る一方、山岳ステージにてTTで遅れたモスケーラのアタックをスルーし、サンチェス、エヴァンス、バッソら総合上位勢のマークに専念してタイム差を広げさせない走りが目立っていた。
現役晩年にもなれば勝ち星は少なくなり、若手のアシストを務めることも多いロードレース界で、35歳でのツール総合表彰台、36歳でのジロ総合表彰台、34～37歳までフレッシュ・ワロンヌ4連覇、38歳で世界選手権個人ロードレース優勝と、衰えない走りを見せる。

## エピソード
- 日本ではネット上などで一部から『師匠』『バルベルデ師匠』『バ師匠』などと呼ばれることもある。

## 主な戦績

### 2002年
- ブエルタ・ア・エスパーニャ　DNF

### 2003年
- ブエルタ・ア・エスパーニャ
  - 総合3位
  -  複合賞
  - 区間優勝 (第9,15ST)

### 2004年
- ブエルタ・ア・エスパーニャ
  - 総合4位
  - 区間優勝 (第3ST)

### 2005年
- ツール・ド・フランス
  - DNF
  - 区間優勝 (第10ST)

### 2006年
- ツール・ド・フランス　DNF
- ブエルタ・ア・エスパーニャ
  - 総合2位
  - 区間優勝 (第7ST)

### 2007年
- ツール・ド・フランス　総合6位

### 2008年
- スペイン選手権　個人ロードレース 優勝
- ツール・ド・フランス
  - 総合8位[30]
  - 区間優勝 (第1ST)
- ブエルタ・ア・エスパーニャ
  - 総合5位
  - 区間優勝 (第2ST)

### 2009年
- ブエルタ・ア・エスパーニャ
  -  総合優勝
  -  複合賞

### 2012年
- ツール・ド・フランス
  - 総合20位
  - 区間優勝 (第17ST)
- ブエルタ・ア・エスパーニャ
  - 総合2位
  -  ポイント賞
  -  複合賞
  - 区間優勝 (第3,8ST)

### 2013年
- ツール・ド・フランス　総合8位
- ブエルタ・ア・エスパーニャ
  - 総合3位
  -  ポイント賞

### 2014年
- ツール・ド・フランス　総合4位
- ブエルタ・ア・エスパーニャ
  - 総合3位
  - 区間優勝 (第6ST)

### 2015年
- スペイン選手権　個人ロードレース 優勝
- ツール・ド・フランス　総合3位
- ブエルタ・ア・エスパーニャ
  - 総合7位
  -  ポイント賞
  - 区間優勝 (第4ST)

### 2016年
- ジロ・デ・イタリア
  - 総合3位
  - 区間優勝 (第16ST)
- ツール・ド・フランス　総合6位
- ブエルタ・ア・エスパーニャ　総合12位

### 2017年
- ブエルタ・ア・ムルシア　優勝

- ブエルタ・ア・アンダルシア　総合優勝、ポイント賞（第1ステージ優勝）
- ボルタ・シクリスタ・ア・カタルーニャ　総合優勝、山岳賞（第3,5,7ステージ優勝）
- ブエルタ・アル・パイス・バスコ　総合優勝、ポイント賞（第5ステージ優勝）
- フレッシュ・ワロンヌ　優勝
- リエージュ～バストーニュ～リエージュ　優勝

### 2018年
- ボルタ・ア・ラ・コムニタ・バレンシアナ　総合優勝（第2,4ステージ）
- アブダビ・ツアー　 総合優勝（第5ステージ優勝）
- ストラーデ・ビアンケ 4位
- ボルタ・シクリスタ・ア・カタルーニャ　 総合優勝、 山岳賞（第2,4ステージ優勝）
- グラン・プレミオ＝ミゲル・インドゥライン　優勝
- アムステル・ゴールドレース 5位
- フレッシュ・ワロンヌ　2位
- ルート・ドクシタニー　総合優勝（第3ステージ優勝）
- ブエルタ・ア・エスパーニャ
  - 総合5位
  -  ポイント賞
  - 区間優勝（第2,8ステージ）
- 世界選手権　 個人ロードレース 優勝

### 2019年
- UAEツアー　総合２位（第3ステージ優勝）
- ミラノ～サンレモ 7位
- ロンド・ファン・フラーンデレン 8位
- ルート・ドクシタニー　総合優勝（第1ステージ優勝）
- スペイン選手権　個人ロードレース 優勝
- ツール・ド・フランス 総合9位
- クラシカ・サン・セバスチャン 10位
- ブエルタ・ア・エスパーニャ　総合2位（第7ステージ優勝）
- イル・ロンバルディア  2位

### 2020年
- ブエルタ・ア・エスパーニャ　総合10位

### 2021年
- グラン・プレミオ・ミゲル・インドゥライン 優勝
- アムステル・ゴールドレース 5位
- フレッシュ・ワロンヌ　3位
- リエージュ～バストーニュ～リエージュ 4位
- クリテリウム・デュ・ドーフィネ 区間優勝（第6ステージ）
- ジロ・ディ・シチリア（英語版） 区間優勝（第3ステージ）
- イル・ロンバルディア 5位

### 2022年
- トロフェオ・ポリェンサ 〜 ポート・ド・アンドラッチ 優勝
- グラン・カミーニョ（英語版）  総合優勝、 ポイント賞（第3ステージ優勝）
- ストラーデ・ビアンケ 2位
- フレッシュ・ワロンヌ　2位
- リエージュ～バストーニュ～リエージュ 7位
- イル・ロンバルディア 6位

### グランツールの総合成績
| グランツール               | 2002 | 2003 | 2004 | 2005 | 2006 | 2007 | 2008 | 2009 | 2010 | 2011 | 2012 | 2013 | 2014 | 2015 | 2016 | 2017 | 2018 | 2019 | 2020 | 2021 | 2022 |
| -------------------------- | ---- | ---- | ---- | ---- | ---- | ---- | ---- | ---- | ---- | ---- | ---- | ---- | ---- | ---- | ---- | ---- | ---- | ---- | ---- | ---- | ---- |
| ジロ・デ・イタリア         | —    | —    | —    | —    | —    | —    | —    | —    | —    | —    | —    | —    | —    | —    | 3    | —    | —    | —    | —    | —    | 11   |
| ツール・ド・フランス       | —    | —    | —    | DNF  | DNF  | 6    | 9    | —    | —    | —    | 20   | 8    | 4    | 3    | 6    | DNF  | 14   | 9    | 12   | 24   | —    |
| ブエルタ・ア・エスパーニャ | DNF  | 3    | 4    | —    | 2    | —    | 5    | 1    | —    | —    | 2    | 3    | 3    | 7    | 12   | —    | 5    | 2    | 10   | DNF  | 12   |